# Бењат Ечебарија
Бењат Ечебарија Уркијага (шп. Beñat Etxebarria Urkiaga, 19. фебруар. 1987) је бивши  шпански фудбалер. Сениорску каријеру је започео у Басконији. 2006. године, он прелази у резервни тим Атлетик Билбаа. Од 2010. до 2013. играо је за Реал Бетис где је на 105 утакмица постигао 14 голова. 2013. године, Бењат се враћа у Атлетик Билбао за 8 милиона евра.
2012. године, Бењат је после одличних игара у Бетису добио позив од Висентеа дел Боскеа да дебитује за репрезентацију Шпаније. Бењат је уписао свој први наступ за репрезентацију Шпаније 26. маја 2012. против Србије након што је ушао у игру уместо Ћабиа Алонса на старту другог полувремена у пријатељској утакмици. Бењат се одлично показао против београдског Партизана у двомечу у групној фази лиге Европе у сезони 2015/16 где је у обе утакмице постигао по гол, оба гола из слободних удараца.
Бењат Ечаберија игра као централни везни. Има веома добар пас, одлично изводи прекиде и технички веома поткован фудбалер.